# Matoatoa
Matoatoa — рід геконоподібних ящірок родини геконових (Gekkonidae). Представники цього роду є ендеміками Мадагаскару.

## Види
Рід Matoatoa нараховує 2 види:
- Matoatoa brevipes (Mocquard, 1900)
- Matoatoa spannringi Nussbaum, Raxworthy & Pronk, 1998

## Етимологія
Наукова назва роду Matoatoa походить від малагасійського слова matoatoa — дух.